# コロムビアハウス
コロムビアハウスは、日本コロムビア株式会社のアニメ・ゲーム・エデュケーショナル事業部門。アニメ、特撮、コンピュータゲーム、子供向け音楽、学校音楽教材を管轄する。

## 略歴
コロムビアレコードは、1965年12月発売の『ジャングル大帝』主題歌シングルレコードでアニメソングの制作を開始した。その後、アニメ音楽部門が同社の特撮音楽レーベルであったブラジルレコードと統合してANIMEXレーベルが発足した。特撮音楽部門は1992年10月5日にて株式会社フォルテ・ミュージックエンタテインメントとして一時分社化するも業績不振により債務超過に陥り、1995年7月1日にて再び吸収合併となる。
2004年10月時点において、コロムビアハウスは映像、アニメ、エデュケーショナル、J-room、邦楽の5つの制作部門で構成されていた。
2010年1月1日、クリエイティヴ・コア株式会社の教育ソフト事業をコロムビアハウス制作部へ、ゲーム事業を新設したゲーム制作部へ移管。
2014年4月1日、純邦楽の制作業務をコロムビア・マーケティング株式会社へ移管。
2015年4月1日、レーベル事業部の「コロムビアハウス・アニメ」「コロムビアハウス・エデュケーショナル」ビジネスユニットと、ゲーム制作部（ゲーム・ビジネスユニットへ改称）を、新設したコロムビアハウス事業部へ移管。

## 事業

### アニメ事業
アニメや特撮ドラマの音源に力を入れており、1970年代までは、日本製子供番組における大半の楽曲製作に深く関与していた。この事から現在でも、70年代以前の懐かしのアニメ・特撮は、同社のCDを求めるだけでかなりの作品を揃える事が出来る。
日本アニメーション制作作品に於いては積極的に音源が発売されており、1997年発売の3枚組アルバム『名作アニメ主題歌全集』や2000年発売の8枚組アルバム『創立25周年企画 アニメ主題歌大全集』、2004年の『日本アニメーションの世界（4作品 計12枚）』シリーズで自社原盤では無い作品の音源については全て保有者（他レコード会社・音楽出版社等）より借り入れる形でほぼ網羅のうえ収録している。

### ゲーム事業
2010年1月にクリエイティヴ・コア（後の麻布リース）からコンピュータゲーム事業と関連知的財産権の譲り受けと所属スタッフを移籍する形で同種の事業に参入している。TDKコア時代におけるゲーム事業参入初期からの名残で、ラインナップはニンテンドーDS・3DS・Nintendo Switch用の女子児童向けゲーム作品がお家芸である。
中でも『すみっコぐらし』のキャラクターゲームシリーズが看板タイトルで、ゲーム機版はこの事業の独占供給であり、同じゲームエンジンの利用とキャラクターのCGファイルを使い回すことで年1～2作のハイペースで作品を発売し続けている。2015年に発売された『すみっコぐらし ここがおちつくんです』の3DS版が一番売れた当社発売のゲームタイトルで、男児も含めた児童層全般をターゲットとして製作された。女児向けタイトルを主とする日本コロムビアのゲーム作品ということもあり、本作発売以降からすみっコぐらしの女児人気を固め、任天堂ハードとしては珍しく廉価版まで発売された。

### エデュケーショナル事業
NHK教育などの子供向け番組の音楽や学校音楽教材を制作している。
1980年代頃よりNHKの音楽番組『みんなのうた』で放送された新曲を含めたアルバムを年2作品程度のペースで自社企画のうえ発売している。原盤の著作権の殆どはNHK出版が保有しているが、ニューミュージック系の楽曲でオリジナルアーティストの所属レコード会社が異なる場合は、コロムビアによって製作されたカバー曲を収録している。2005年頃発売作品より、原盤を製作者から借り入れてオリジナル版を収録するケースが増えている。
1993年より自社企画のオムニバスアルバム『こどものうた』をシリーズ展開している。童謡、子供向けのアニメ・特撮・バラエティ番組などの楽曲を選り取り構成し、2500円程度の廉価格で発売している。特におかあさんといっしょやポンキッキ関係の音源はポニーキャニオンおよびフジパシフィックミュージックが保有しているため、これらの楽曲については原盤の借り入れをせず、全て自社係属アーティスト（山野さと子・影山ヒロノブ・ひまわりキッズなど）によるカバー音源で収録されている。

## アーティスト

### 声優アーティスト
- 浅野真澄
- 伊藤美来
- 植田佳奈
- 内田彩（かつてはZERO-Aとの共同制作）
- 大西亜玖璃（ユニバーサルミュージックとの共同制作）
- 小倉唯
- 笠原弘子
- 高野麻里佳（fromイヤホンズ）
- 小清水亜美
- 近藤玲奈
- 佐土原かおり
- サンドリオン
- Sweet ARMS
- 諏訪ななか（ユニバーサルミュージックとの共同制作）
- 富樫美鈴
- .lady.
- 富田美憂
- 謎の新ユニットSTA☆MEN
- 花江夏樹（かつてはZERO-Aとの共同制作）
- フェロ☆メン
- Machico
- 宮田幸季
- 村川梨衣
- 山崎エリィ（かつてはZERO-Aとの共同制作）
- 山本和臣
- 悠木碧
- 吉田仁美
- 和氣あず未

### アニメ・特撮ソングアーティスト
- 石田燿子
- 石原慎一
- ICHIKO
- 岩崎貴文
- 遠藤正明
- 大杉久美子
- 大西洋平
- 影山ヒロノブ
- 鎌田章吾
- 串田アキラ
- 五條真由美
- サイキックラバー
- ささきいさお
- 佐々木ゆう子
- Sister MAYO
- 高取ヒデアキ
- 高橋洋樹
- 高山成孝
- Fhána
- 幡野智宏
- Project.R
- Project DMM（円谷プロ所属）
- 堀江美都子
- 前川陽子
- MADKID
- 松原剛志
- 水木一郎
- 宮内タカユキ
- MAKE-UP
- メロキュア
- 矢田悠祐
- 山田信夫（NoB）
- 山野さと子
- ヤング・フレッシュ

## 作品一覧
2020年現在の規格品番はCOxC（アルバム以外）、COxX（アルバム）、COxE（教育用音楽）。

### アニメ
1965年
- オバケのQ太郎（テレビ第2作以降も担当、一部楽曲を除く）
- ジャングル大帝シリーズ（2009年の特番を除く）

1966年
- 東映魔女っ子シリーズ

1967年
- 黄金バット
- おらぁグズラだど（リメイク版も担当）
- パーマン（テレビ第2作以降も担当）
- マッハGoGoGo（リメイク版も担当）
- リボンの騎士

1968年
- ゲゲゲの鬼太郎シリーズ（一部楽曲を除く）
- 妖怪人間ベム（リメイク版を除く）

1969年
- ウメ星デンカ
- カルピスまんが劇場→世界名作劇場シリーズ（一部主題歌を除く）
- ハクション大魔王（リメイク版を除く）

1970年
- あしたのジョー
- いなかっぺ大将
- 昆虫物語 みなしごハッチシリーズ（一部楽曲を除く）

1971年
- アニメンタリー 決断
- アパッチ野球軍
- カバトット
- 国松さまのお通りだい
- 原始少年リュウ
- さすらいの太陽
- ふしぎなメルモ
- ルパン三世シリーズ（一部楽曲を除く、第1シリーズ、第2シリーズ、劇場版第3作まで）

1972年
- 海のトリトン
- かいけつタマゴン
- 科学忍者隊ガッチャマン
- 樫の木モック
- デビルマン（OVA・リメイク版を除く）
- ど根性ガエル
- ハゼドン
- マジンガーZ

1973年
- キューティーハニーシリーズ
- けろっこデメタン
- ジャングル黒べえ
- 新造人間キャシャーン
- ドラえもん（テレビ第2作以降も担当、一部主題歌を除く）
- ドロロンえん魔くん
- バビル2世
- ミクロイドS
- ワンサくん

1974年
- 宇宙戦艦ヤマトシリーズ（一部楽曲を除く）
- ウリクペン救助隊
- グレートマジンガー
- ゲッターロボ
- ジムボタン
- てんとう虫の歌
- 破裏拳ポリマー

1975年
- アラビアンナイト シンドバットの冒険
- アンデス少年ペペロの冒険
- 一休さん
- 宇宙の騎士テッカマン
- 元祖天才バカボン
- ゲッターロボG
- 鋼鉄ジーグ
- サザエさん（火曜枠を担当）
- 少年徳川家康
- 草原の少女ローラ
- 勇者ライディーン
- UFOロボ グレンダイザー
- ラ・セーヌの星
- わんぱく大昔クムクム

1976年
- キャンディ♡キャンディ
- 恐竜探険隊ボーンフリー
- ゴワッパー5 ゴーダム
- 大空魔竜ガイキング
- 超電磁ロボ コン・バトラーV
- ドカベン
- ハックルベリィの冒険
- 花の係長
- ピコリーノの冒険
- ポールのミラクル大作戦
- マグネロボ ガ・キーン
- マシンハヤブサ
- 妖怪伝 猫目小僧
- リトル・ルルとちっちゃい仲間
- ろぼっ子ビートン

1977年
- アローエンブレム グランプリの鷹
- 一発貫太くん
- おれは鉄兵
- 合身戦隊メカンダーロボ
- 激走!ルーベンカイザー
- シートン動物記 くまの子ジャッキー
- ジェッターマルス
- 新・巨人の星
- 超合体魔術ロボ ギンガイザー
- 超人戦隊バラタック
- 超電磁マシーン ボルテスV
- とびだせ!マシーン飛竜
- 氷河戦士ガイスラッガー
- 風船少女テンプルちゃん
- まんが偉人物語（前期は他社が担当し、コロムビアは後期より担当）
- 惑星ロボ ダンガードA
- 若草のシャルロット

1978年
- 一球さん
- 宇宙海賊キャプテンハーロック
- 宇宙魔神ダイケンゴー
- SF西遊記スタージンガー
- キャプテン・フューチャー
- 銀河鉄道999（劇場版第3作を除く）
- 宝島
- 闘将ダイモス
- はいからさんが通る
- ピンク・レディー物語 栄光の天使たち
- 魔女っ子チックル
- まんがこども文庫
- 無敵鋼人ダイターン3
- 野球狂の詩

1979年
- 円卓の騎士物語 燃えろアーサー
- くじらのホセフィーナ
- コラルの探検
- サイボーグ009（1979年版）
- ザ☆ウルトラマン
- 未来ロボ ダルタニアス

1980年
- 宇宙大帝ゴッドシグマ
- おじゃまんが山田くん
- 怪物くん
- がんばれ元気
- がんばれゴンベ
- キャプテン（後にテレビシリーズも担当）
- 映画ドラえもんシリーズ（一部主題歌を除く）
- とんでも戦士ムテキング
- ムーの白鯨
- メーテルリンクの青い鳥 チルチルミチルの冒険旅行
- 森の陽気な小人たちベルフィーとリルビット
- 闇の帝王 吸血鬼ドラキュラ

1981年
- 恐怖伝説 怪奇!フランケンシュタイン
- 荒野の呼び声 吠えろバック
- 姿三四郎
- ダッシュ勝平
- Dr.スランプ アラレちゃん
- 忍者ハットリくん
- ハロー!サンディベル
- 百獣王ゴライオン
- ぼくらマンガ家 トキワ荘物語
- 名犬ジョリィ
- ルパン対ホームズ

1982年
- あさりちゃん
- 科学救助隊テクノボイジャー
- 機甲艦隊ダイラガーXV
- ゲームセンターあらし
- The・かぼちゃワイン
- 十五少年漂流記
- スペースコブラ
- 二死満塁
- 手塚治虫のドン・ドラキュラ
- フクちゃん
- わが青春のアルカディア 無限軌道SSX

1983年
- 愛してナイト
- キン肉マンシリーズ
  - キン肉マン
  - キン肉マンII世 ULTIMATE MUSCLE2
  - 闘将!!拉麵男

- 光速電神アルベガス
- ベムベムハンターこてんぐテン丸
- ミームいろいろ夢の旅
- 未来警察ウラシマン

1984年
- OKAWARI-BOY スターザンS
- オヨネコぶーにゃん
- とんがり帽子のメモル
- ビデオ戦士レザリオン
- 森のトントたち
- 夢戦士ウイングマン
- よろしくメカドック

1985年
- オーディーン 光子帆船スターライト
- コンポラキッド
- ズッコケ三人組シリーズ
- はーいステップジュン
- プロゴルファー猿
- へーい!ブンブー

1986年
- あんみつ姫（映像ソフトのみ）
- 宇宙船サジタリウス
- ウルトラマンキッズのことわざ物語
- Oh!ファミリー
- オズの魔法使い
- 銀牙 -流れ星 銀-
- 青春アニメ全集
- 聖闘士星矢
- 装鬼兵M.D.ガイスト
- 地上最強のエキスパートチーム G.I.ジョー
- デルパワーX 爆発みらくる元気!!
- ドテラマン
- ドラゴンボールシリーズ
  - ドラゴンボール
  - ドラゴンボールZ
  - ドラゴンボール改（一部主題歌を除く）
  - ドラゴンボール超（一部主題歌を除く）
  - ドラゴンボールDAIMA（サウンドトラックのみ）

- メイプルタウン物語

1987年
- ウルトラB
- エスパー魔美
- 仮面の忍者 赤影
- グリム名作劇場
- げらげらブース物語
- 新メイプルタウン物語 パームタウン編
- トランスフォーマー ザ☆ヘッドマスターズ
- 破邪大星ダンガイオー
- ビックリマン
- マンガ日本経済入門
- レディレディ!!（一部主題歌を除く）

1988年
- いきなりダゴン
- おそ松くん
- キテレツ大百科（一部主題歌を除く）
- つるピカハゲ丸くん
- トッポ・ジージョ
- トランスフォーマー 超神マスターフォース
- どんどんドメルとロン
- ハーイあっこです
- ビリ犬
- ハロー!レディリン

1989年
- 悪魔くん
- ジャングルブック・少年モーグリ
- 新ビックリマン
- 戦え!超ロボット生命体 トランスフォーマーV
- ダッシュ!四駆郎
- チンプイ
- 魔動王グランゾート
- まんがはじめて面白塾（前期OP・EDテーマは他社が担当）

1990年
- トランスフォーマーZ
- ピグマリオ
- まじかる☆タルるートくん
- 三つ目がとおる

1991年
- きんぎょ注意報!
- ゲッターロボ號（一部主題歌を除く）
- ジャンケンマン
- ドラゴンクエスト ダイの大冒険
- 21エモン（EDテーマは他社が担当）
- 炎の闘球児 ドッジ弾平

1992年
- 風の中の少女 金髪のジェニー
- スーパービックリマン
- セーラームーンシリーズ
- 南国少年パプワくん
- マグマ大使（OVA版）
- るり色プリンセス

1993年
- ブラック・ジャック (OVA)
- ポコニャン

1994年
- 愛と勇気のピッグガールとんでぶーりん
- とっても!ラッキーマン

1995年
- 十二戦支 爆烈エトレンジャー
- ドッカン!ロボ天どん
- 秘境探検ファム&イーリー
- モジャ公（一部主題歌を除く）

1996年
- はじめ人間ゴン（映像ソフトのみ）
- はりもぐハーリー
- 水色時代

1997年
- AIKaシリーズ
- こちら葛飾区亀有公園前派出所（一部主題歌を除く）
- スーパーフィッシング グランダー武蔵
- 超特急ヒカリアン
- 電脳戦隊ヴギィ'ズ★エンジェル
- ビーストウォーズ 超生命体トランスフォーマー
- マスターモスキートンシリーズ

1998年
- スーパードール★リカちゃん
- 熱沙の覇王ガンダーラ（映像ソフトのみ）
- 爆走兄弟レッツ&ゴー!! MAX（一部主題歌を除く）
- ビーストウォーズII 超生命体トランスフォーマー
- Bビーダマン爆外伝（一部主題歌を除く）

1999年
- ごぞんじ!月光仮面くん
- ゾイド -ZOIDS-（一部主題歌およびサウンドトラックのみ）
- ビーストウォーズネオ 超生命体トランスフォーマー
- ビーストウォーズメタルス 超生命体トランスフォーマー
- ビックリマン2000
- ONE PIECE（2002年まで）

2000年
- クレヨンしんちゃん（一部主題歌を除く、2000年の劇場版より、後にTVシリーズも担当）
- とっとこハム太郎シリーズ（一部EDテーマ曲を除く、映像ソフトも担当）
- ポピーザぱフォーマー

2001年
- i-wish you were here-
- エイリアン9
- カスミン
- ジャングルはいつもハレのちグゥ
- 電脳冒険記ウェブダイバー
- ナジカ電撃作戦
- ののちゃん

2002年
- 真・女神転生Dチルドレン ライト&ダーク
- 電光超特急ヒカリアン
- 爆闘宣言ダイガンダー
- 円盤皇女ワるきゅーレ

2003年
- 神魂合体ゴーダンナー!!
- ストラトス・フォー
- 住めば都のコスモス荘 すっとこ大戦ドッコイダー
- 超ロボット生命体トランスフォーマー マイクロン伝説
- ボボボーボ・ボーボボ（サウンドトラック等の音源を保有）

2004年
- カレーの国のコバ〜ル
- 砂ぼうず
- 冒険王ビィト

2005年
- ガイキング LEGEND OF DAIKU-MARYU（第1期EDテーマを除く）
- きらめき☆プロジェクト
- こてんこてんこ
- ゼノサーガ Xenosaga THE ANIMATION

2006年
- RGBアドベンチャー
- ウィッチブレイド
- お茶犬
- コヨーテラグタイムショー
- パッタ ポッタ モン太
- 祝!(ハピ☆ラキ)ビックリマン
- ぷるるんっ!しずくちゃんシリーズ

2007年
- うっかりペネロペ
- 風の少女エミリー
- ご愁傷さま二ノ宮くん
- 爆丸バトルブローラーズ（一部主題歌を除く）
- はたらキッズ マイハム組
- ロミオ×ジュリエット（サウンドトラックのみ）

2008年
- ストライクウィッチーズシリーズ
- ゼロの使い魔シリーズ（アニメ第3期より）
- タイタニア
- テレパシー少女 蘭（サウンドトラックのみ）
- のらみみ
- ライブオン CARDLIVER 翔
- 我が家のお稲荷さま。

2009年
- エレメントハンター（映像ソフトも担当）
- クプ〜!!まめゴマ!
- ジュエルペットシリーズ
- 聖剣の刀鍛冶
- そらのおとしものシリーズ
- たまごっち!（ED主題歌を除く）
- 毎日かあさん
- マリー&ガリー
- 夢色パティシエール

2010年
- おまもりひまり
- デジモンクロスウォーズ（主題歌を除く）

2011年
- THE IDOLM@STER
- 京騒戯画
- GOSICK -ゴシック-
- ダンタリアンの書架
- トリコ（一部のEDテーマを除く）
- マケン姫っ!

2012年
- うぽって!!
- かいけつゾロリ（2012年の劇場版より）
- 黒魔女さんが通る!!
- 聖闘士星矢Ω（一部主題歌を除く）
- 探検ドリランド（EDテーマを除く）
- デュエル・マスターズシリーズ（2012年の『ビクトリーV』より）

2013年
- 探検ドリランド -1000年の真宝-（EDテーマを除く）
- DD北斗の拳
- デート・ア・ライブシリーズ（一部主題歌を除く）
- 幕末義人伝 浪漫（映像ソフトも担当）
- ビーストサーガ
- 問題児たちが異世界から来るそうですよ?（一部主題歌を除く）
- LINE TOWN（映像ソフトも担当、一部楽曲除く）

2014年
- 暴れん坊力士!!松太郎
- オレカバトル（映像ソフトも担当）
- くつだる。
- ケロロ 〜keroro〜
- 史上最強の弟子ケンイチ 闇の襲撃
- ドラゴンコレクション（映像ソフトも担当）
- 風雲維新ダイ☆ショーグン
- 普通の女子校生が【ろこどる】やってみた。
- ロボットガールズZ

2015年
- アイドルマスター シンデレラガールズ
- 暗殺教室（サウンドトラック等の音源を保有）
- 境界のRINNE（サウンドトラックのみ）
- 銃皇無尽のファフニール（映像ソフトも担当）
- 新妹魔王の契約者
- トリアージX
- にゅるにゅる!!KAKUSENくん2期
- ヤング ブラック・ジャック（映像ソフトも担当）

2016年
- この素晴らしい世界に祝福を!シリーズ
- 斉木楠雄のΨ難
- 12歳。〜ちっちゃなムネのトキメキ〜
- 少年メイド（映像ソフトも担当）
- SUPER LOVERS
- ブレイブウィッチーズ
- 私がモテてどうすんだ（映像ソフトも担当）

2017年
- アイドルマスター シンデレラガールズ劇場
- アクションヒロイン チアフルーツ（映像ソフトも担当）
- DYNAMIC CHORD
- 100%パスカル先生
- 武装少女マキャヴェリズム
- フレームアームズ・ガール
- 僕の彼女がマジメ過ぎるしょびっちな件
- 笑ゥせぇるすまんNEW

2018年
- 伊藤潤二『コレクション』（サウンドトラックのみ）
- 宇宙戦艦ティラミス
- おしりたんてい
- となりの吸血鬼さん
- 爆釣バーハンター
- ピアノの森
- ヒナまつり
- りゅうおうのおしごと!（映像ソフトも担当）
- れいぞうこのつけのすけ!

2019年
- 上野さんは不器用
- うちの娘の為ならば、俺はもしかしたら魔王も倒せるかもしれない。（映像ソフトも担当）
- ジモトがジャパン
- 映画 すみっコぐらしシリーズ
- 盾の勇者の成り上がりシリーズ
- Dimensionハイスクール
- 旗揚!けものみち
- Bラッパーズ ストリート
- 不機嫌なモノノケ庵 續
- 放課後さいころ倶楽部

2020年
- 池袋ウエストゲートパーク
- ＜Infinite Dendrogram＞-インフィニット・デンドログラム-（映像ソフトも担当）
- 社長、バトルの時間です!
- デジモンアドベンチャー:
- ふしぎ駄菓子屋 銭天堂（映像ソフトも担当）
- プランダラ
- プリンセスコネクト!Re:Diveシリーズ
- 無能なナナ
- くまクマ熊ベアー

2021年
- EX-ARM エクスアーム
- ぐんまちゃん
- 古見さんは、コミュ症です。シリーズ
- 真の仲間じゃないと勇者のパーティーを追い出されたので、辺境でスローライフすることにしました
- スライム倒して300年、知らないうちにレベルMAXになってました（映像ソフトも担当）
- 戦闘員、派遣します!
- 精霊幻想記
- チキップダンサーズ
- デジモンゴーストゲーム
- バトルアスリーテス大運動会 ReSTART!
- やくならマグカップもシリーズ（映像ソフトも担当）
- ワールドトリガー（2ndシーズンおよび3rdシーズンのサウンドトラック等の音源を保有）

2022年
- RPG不動産
- 幻想三國誌 -天元霊心記-
- このヒーラー、めんどくさい
- 佐々木と宮野
- 終末のハーレム
- 新米錬金術師の店舗経営
- ニンジャラ
- 農民関連のスキルばっか上げてたら何故か強くなった。
- ヒューマンバグ大学 -不死学部不幸学科-
- 勇者パーティーを追放されたビーストテイマー、最強種の猫耳少女と出会う

2023年
- アイドルマスター シンデレラガールズ U149
- 英雄王、武を極めるため転生す 〜そして、世界最強の見習い騎士♀〜（映像ソフトも担当）
- 絆のアリル
- 事情を知らない転校生がグイグイくる。
- シャングリラ・フロンティア（サウンドトラックのみ）
- 聖剣学院の魔剣使い（映像ソフトも担当）
- 転生貴族の異世界冒険録〜自重を知らない神々の使徒〜
- 逃走中 グレートミッション
- 星屑テレパス（映像ソフトも担当）
- マイホームヒーロー（映像ソフトも担当）
- Lv1魔王とワンルーム勇者
- 私の百合はお仕事です!

2024年
- オーイ! とんぼ
- 怪獣8号
- 科学×冒険サバイバル!
- 義妹生活
- 佐々木とピーちゃん
- じいさんばあさん若返る
- 新米オッサン冒険者、最強パーティに死ぬほど鍛えられて無敵になる。（映像ソフトも担当）
- 声優ラジオのウラオモテ（映像ソフトも担当）
- ただいま、おかえり
- デッドデッドデーモンズデデデデデストラクション
- ハイガクラ
- ワンルーム、日当たり普通、天使つき。

2025年
- 戦隊レッド 異世界で冒険者になる
- ブサメンガチファイター

2026年
- 異世界の沙汰は社畜次第
- 死亡遊戯で飯を食う。
- デッドアカウント

### 特撮
フォルテミュージック・エンタテインメントの作品を含む。
- ウルトラシリーズ（一部の作品を除く）
- 仮面ライダーシリーズ（2001年の仮面ライダーアギトまで）
- スーパー戦隊シリーズ
- メタルヒーローシリーズ
- 人造人間キカイダー
  - キカイダー01
  - 人造人間ハカイダー（ディレクターズカット版のサウンドトラック・アルバム）
  - キカイダー REBOOT
- イナズマン
  - イナズマンF
- メガロマン
- 変身忍者嵐
- 超人バロム1
- 星雲仮面マシンマン
- 大鉄人17
- 恐竜戦隊コセイドン
- 快傑ズバット
- 忍者キャプター
- 好き! すき!! 魔女先生
- 宇宙鉄人キョーダイン
- UFO大戦争 戦え! レッドタイガー
- プロレスの星 アステカイザー
- スパイダーマン
- スターウルフ
- アクマイザー3
- 超神ビビューン
- がんばれ!!ロボコン
- 燃えろ!!ロボコン
- 東映不思議コメディーシリーズ
- 超光戦士シャンゼリオン
- ケータイ捜査官7
- 非公認戦隊アキバレンジャー

### ゲーム
旧ナムコ（後のバンダイナムコエンターテインメント）との関係が深い。
- アイドルマスターシリーズ - 主に「765PRO ALLSTARS」・『シンデレラガールズ』が中心。
- AFRIKA
- 塊魂シリーズ
- 太鼓の達人シリーズ
- ナイツ・イン・ザ・ナイトメア
- プリンセスコネクト!シリーズ
- ブレイズ・ユニオン
- プロジェクトセカイ カラフルステージ! feat. 初音ミク
- ぼくのなつやすみシリーズ
- ミスタードリラーシリーズ
- みんなのゴルフシリーズ
- ユグドラ・ユニオン
- ロコロコシリーズ

### 子供向け番組
- NHK教育テレビの番組（映像ソフトはNHKエンタープライズと共同制作）
  - ひとりでできるもん!シリーズ（主題歌はシングルとして発売されたシリーズもある）
  - 英語であそぼ
  - うたっておどろんぱ!
  - いないいないばあっ!
  - むしまるQゴールド
  - 天才てれびくんシリーズ（MTK楽曲をCD化）
  - おかあさんといっしょシリーズ（1989年まで）
  - みんなのうた
- ウゴウゴルーガ（※「ウゴウゴ・ルーガのピチカート・ファイヴ」）
- ぐリンちょリンぱリン
- のりもの王国ブーブーカンカン
- のりスタ!シリーズ

### コンピレーションアルバム
- コロ・シート - 1960年代にリリースされていた自社制作のソノシート。自社専属歌手のヒット曲集の低価格版として人気を呼んだ。またグラビア写真やインタビュー記事が盛り込まれた「コロ・シートブック」も作られた。
- ファンファニーシリーズ - 1970年代後半に徳間音楽工業と提携して発売。
- テレビまんが主題歌のあゆみシリーズ（1976年 - 1979年、1987年、1989年、1996年、1998年、2005年 - 2006年）
- テレビまんが懐かしのB面コレクションシリーズ（1988年、1990年、1996年、1998年、2006年）
- 学校行事・放送用音楽集（1988年 - ）
- コロちゃんパック（1992年 - 2016年）
- こどものうた（1992年 - ）
- CDツイン（1994年 - ） - 「NHKみんなのうた」や、自社音源のアニメソング・特撮主題歌を2枚組のコンピレーションCDとした廉価なベスト・アルバム。
- ANIMEX1200シリーズ（2003年 - 2015年）
- ANIMEX 1300 Song Collection（2006年）
- ザ・ベスト（2008年 - ）
- みんなアニメが好きだった（2009年 - 2010年、2014年）
- コロムビア アニメ・特撮主題歌全集（2009年 - 2010年）
- アニメソング史 / 特撮ソング史（2010年 - 2011年）
- Columbia Sound Treasure Series（2015年 - 2018年）
- コロムビアキッズパック（2017年 - ）

## ラジオ番組
「ANIMEX RADIO!!」は、デジタルラジオ超!A&G+で2010年4月5日から2012年3月26日まで毎週月曜21時30分 - 22時に放送されていた、アニラジである。アニソンシンガーの2人がアニメソング、特撮ソングの魅力を最大限伝えていく、アニソン情報番組。2011年10月からの半年間は、Project.Rのメンバーから2人が月替わりで担当。
パーソナリティ
- Project.R
  - 2011年9月26日まで - 五條真由美、谷本貴義
  - 2011年10月 - 五條真由美、高橋秀幸
  - 2011年11月 - 高橋秀幸、Sister MAYO
  - 2011年12月 - Sister MAYO、高取ヒデアキ
  - 2012年1月 - 高取ヒデアキ、松原剛志
  - 2012年2月 - 松原剛志、高橋秀幸
  - 2012年3月 - 高橋秀幸、五條真由美

- 代理パーソナリティ（いずれも谷本の代理）
  - 2011年7月4日・11日 - 高取ヒデアキ
  - 2011年7月18日・25日 - Sister MAYO
  - 2011年8月1日・8日 - 大石憲一郎

コーナー
- ANIMEX infomationシアター - ANIMEXからの最新情報を伝える。第3回目からは、小芝居を交えながら伝えるようになった。
- 歌の元気玉 - リスナーからの思い出深い曲と曲にまつわるエピソードを紹介する。スーパー戦隊（ヒーロー）研究所開始後は、取り上げられるシリーズ作品の主題歌がED曲になることが多いため、放送回数は少なかったが、同コーナー終了後、時間を拡大し再開。
- 輝け!アニソン列伝 - 歴史にさんぜんと輝くアニソン、アニソン歌手を取り上げ紹介する。
- ANIMEX RADIO！！オリジナルソングプロジェクト - 五條、谷本が番組オリジナルソングを制作していく。
- 谷本貴義芸人化計画 - 谷本が歌える芸人を目指すため、五條が歌うリスナーから寄せられた課題曲に、谷本が突っ込みを入れる以前は「谷本貴義アイドル化計画」として、リスナーからよせられた「アイドルの条件」を紹介し、谷本のアイドルスキルを検証していた。ゲストのSister MAYOにアイドルとしての素質を否定されたため、企画変更。
- Dr.タニー診療所 - 健康オタクの谷本が、健康に関するうんちくを語る
- スーパーヒーロー研究所 - 五條と谷本が、サカモト教授からのお題を元に毎週スーパーヒーローについて学んでいく。2011年9月までは「スーパー戦隊研究所」として、スーパー戦隊シリーズの作品を取り上げていたが、10月より仮面ライダーシリーズ、メタルヒーローシリーズを含めたヒーロー作品の他、魔女っ子メグちゃんやマジンガーZなどのアニメ作品も取り上げるコーナーとなった。また、スーパー戦隊研究所時代に串田アキラが出演した5月23・30日の回では、串田が多くの作品に参加したメタルヒーローの特集となっている。

ゲスト
- 2010年6月7日 - サイキックラバー
- 2010年6月21日 - mao
- 2010年7月12日・19日 - Sister MAYO
- 2010年7月26日・8月2日 - 高取ヒデアキ
- 2010年8月16日・23日 - 水木一郎
- 2010年9月6日・13日、2011年5月23日・30日 - 串田アキラ
- 2010年9月20日・27日 - 和田光司
- 2010年10月25日 - 五條真由美
- 2010年11月1日・8日 - 堀江美都子
- 2010年11月15日 - 増山加弥乃
- 2010年11月29日 - 谷本貴義
- 2010年12月13日・20日 - 高橋秀幸
- 2011年2月21日・28日 - 松原剛志
- 2011年6月27日 - 宮崎歩
- 2012年3月19日・26日 - NoB、岩崎貴文

## 関連イベント
日本コロムビア アニソン50th THE LEGENDS
日本コロムビアが2015年にアニメソングを手がけて50周年になるのを記念して、同年9月27日にZepp Tokyoで開催したライブイベント。当日はニコニコ生放送でもライブ配信された。
出演：ささきいさお、水木一郎、堀江美都子、大杉久美子、串田アキラ、影山ヒロノブ、しまざき由理、前川陽子、タケカワユキヒデ、弘田三枝子（特別出演）、古川登志夫（司会）
日本コロムビア創立110周年記念『#コロちゃんフェス　supported by animelo mix』
2020年に日本コロムビアが創立110周年になるのを記念して、同年6月7日にパシフィコ横浜国立大ホールで開催予定のライブイベント。所属する女性声優アーティスト7人が出演する予定だったが、新型コロナウイルス感染症蔓延のため中止となった。